# Live ’88 (album Supertramp)
Live '88 – album koncertowy brytyjskiej, progresywnej grupy rockowej Supertramp, wydany w 1988. Nagrany w czteroosobowym składzie wraz z muzykami towarzyszącymi, w tym z Markiem Hartem (później stałym członkiem grupy, a następnie członkiem zespołu Crowded House) który grał na gitarze i instrumentach klawiszowych, oraz śpiewał partie wokalne Rogera Hodgsona. Live '88 miał się nie ukazać, lecz Rick Davies był tak zadowolony z nagrań, że poprosił A&M o publikację materiału. 
Album ten był krótko dostępny w sprzedaży. Zawiera on 2 covery: "Hoochie Coochie Man" Williego Dixona, oraz "Don't You Lie To Me (I Get Evil)". Reszta utworów to piosenki promujące Free As a Bird i utwory ze starego repertuaru. 
Zespół rozpadł się krótko po wydaniu tego albumu. Live '88 nie był ponownie wydawany, w przeciwieństwie do innych wydawnictw zespołu, a także żaden utwór z albumu nie znalazł się na składance "Retrospectacle: The Supertramp Anthology".

## Spis utworów
Wszystkie piosenki (z wyjątkiem oznaczonych) zostały napisane przez Ricka Daviesa i Rogera Hodgsona.

### Płyta analogowa

#### Strona A
1. "You Started Laughing" – 1:44
2. "It's Alright" (Rick Davies) – 5:31
3. "Not The Moment" (Davies) – 4:41
4. "Breakfast in America" – 2:52
5. "From Now On" – 6:57

#### Strona B
1. "Oh Darling" - 3:45
2. "Just Another Nervous Wreck" – 4:34
3. "The Logical Song" – 4:06
4. "I'm Your Hoochie Cooche Man" (Willie Dixon) – 3:30
5. "Crime Of The Century" – 6:41

### PłytaCD
1. "You Started Laughing" – 1:47
2. "It's Alright" (Rick Davies) – 5:31
3. "Not the Moment" (Davies) – 4:40
4. "Bloody Well Right" – 6:20
5. "Breakfast in America" – 2:52
6. "From Now On" – 7:56
7. "Free as a Bird" (Davies) – 4:43
8. "Oh Darling" – 3:45
9. "Just Another Nervous Wreck" – 4:36
10. "The Logical Song" – 4:07
11. "I'm Your Hoochie Coochie Man" (Willie Dixon) – 4:32
12. "Don't You Lie to Me (I Get Evil)" (Hudson Whittaker) – 2:48
13. "Crime of the Century" – 6:42

## Skład zespołu
- Rick Davies – wokal prowadzący, instrumenty klawiszowe
- John Helliwell – saksofony, wokal wspierający
- Dougie Thomson – gitara basowa
- Bob Siebenberg – perkusja

### Muzycy towarzyszący
- Mark Hart – wokal prowadzący, gitara, instrumenty klawiszowe
- Marty Walsh – gitara
- Brad Cole – instrumenty klawiszowe, saksofony
- Steve Reid – instrumenty perkusyjne

## Informacje uzupełniające
- Producenci – Norman Hall, Rick Davies
- Inżynier dźwięku – Norman Hall
- Ilustracja na okładce – Ayse Ulay
- Zdjęcia – Raul Vega, Richard Frankel
- Projekt okładki, kierownictwo artystyczne – Chuck Beeson, Richard Frankel